# Ruta Provincial 40 (Santa Fe)
La Ruta Provincial 40 es una carretera de 181 km de jurisdicción provincial, ubicada en el norte de la Provincia de Santa Fe, Argentina.
Recorre de este a oeste, el norte santafesino. Apenas atraviesa dos poblaciones en toda su extensión.
En 2008, el por entonces gobernador Hermes Binner, inauguró la pavimentación de un tramo de 20 kilómetros entre Fortín Olmos y la Ruta Provincial 3
Mientras tanto, gran parte de la traza de esta ruta es de tierra.

## Localidades
Las ciudades y pueblos por los que pasa esta ruta de este a oeste son los siguientes (los pueblos con menos de 5.000 habitantes figuran en itálica).

### Provincia de Santa Fe
Recorrido: 181 km
- Departamento General Obligado:  Reconquista, Nicanor Molinas (kilómetro 18), El Arazá (kilómetro 30)
- Departamento Vera: Fortín Olmos (km 76)
- Departamento 9 de Julio: no hay localidades